# Joan Cañellas i Tomàs
Joan Cañellas i Tomàs (Tarragona, 31 d'octubre de 1849 - ?) fou un advocat i polític català, fill de l'empresari vitícola Rafael Cañellas i Gallisà. Fou diputat a les Corts Espanyoles durant la restauració borbònica.
Continuà amb els negocis del seu pare i el 1876 va fundar la UBCP. Membre del Partit Liberal, fou elegit diputat pel districte del Vendrell i pel de Tarragona a les eleccions generals espanyoles de 1881, 1886, 1893, 1896, 1898, 1899, 1901 i 1905. Des del 1896 va tenir problemes amb els seus creditors, raó per la qual els tribunals van intervenir part dels seus béns el 1899. Tot i això, fou nomenat senador per Tarragona el 1905.